# Gerard Oliva Gorgori
Gerard Oliva Gorgori (Riudecañas, Tarragona, Cataluña, España, 7 de octubre de 1989) es un futbolista español que juega como delantero en el Unió Esportiva Sant Andreu de la Segunda Federación.

## Historia
Gerard Oliva empezó jugando en el CD Logroñés en la temporada 2008/09 y al acabarla se unió al CD Numancia "B" y al acabar la temporada 2009/10 jugó para el CD Numancia "B" y el CD Numancia e hizo su debut en el fútbol profesional contra el Real Betis Balompié perdiendo 1-2.
El 21 de junio de 2011 firmó con el Atlético de Madrid "B" por dos temporadas, donde comenzó su andadura en Segunda División B en el filial, disputando un total de 61 partidos y anotando 19 goles en dos temporadas. Después se marchó al Huesca, donde no anotó ningún gol pero únicamente jugó 9 partidos. 
El 17 de enero de 2014 abandona la SD Huesca para irse a Austria con el SV Ried y el primer gol que marcó con el equipo hizo ganar al equipo por 2-1 contra el SC Wiener Neustadt el 8 de febrero de 2014. Tras su etapa en el Ried, el 27 de agosto de 2014 se une al Real Murcia CF, donde sólo llegó a anotar 3 goles en 36 partidos. Tras abandonar el Murcia, se fue a las tierras gallegas, más concretamente al Compostela, donde jugando 16 partidos anotó tan solo un gol. Ese mismo invierno puso rumbo a Cataluña, donde marcó un gol jugando en L´Hospitalet.
La temporada 2016-2017 no abandonó las tierras catalanas, y jugó en el Badalona, donde explotó y marcó 21 goles en 40 partidos. En la temporada 2017-2018 en Segunda B, el delantero reusense jugó en el Atlètic Balears 21 partidos marcando 5 goles y en el UCAM, donde marcó 2 goles en 14 partidos.
En julio de 2018, el delantero centro reusense tras quedar libre de su contrato con el UCAM Murcia CF, abandona la Segunda B española, donde había jugado casi toda su carrera, para marcharse al KS Cracovia de la Ekstraklasa de Polonia.
En la temporada 2019-20, firma con el Nástic de Tarragona de la Segunda División B de España, con el que disputó 39 partidos en los que anotó 7 goles en dos temporadas. 
En julio de 2021, se estrenó en Primera Federación con la Real Balompédica Linense, en el que jugaría durante dos temporadas para disputar 65 partidos en los que anota 7 goles.
El 18 de julio de 2023, firma por el San Fernando C. D. de la Primera Federación.
El 26 de enero de 2024, firma por el Unió Esportiva Sant Andreu de la Segunda Federación.

## Clubes
| Club                     | País    | Temporada |
| ------------------------ | ------- | --------- |
| CD Logroñés              | España  | 2008      |
| CD Numancia "B"          | España  | 2009-2011 |
| CD Numancia              | España  | 2010-2011 |
| Atlético de Madrid "B"   | España  | 2011-2013 |
| SD Huesca                | España  | 2013-2014 |
| SV Ried                  | Austria | 2014      |
| Real Murcia CF           | España  | 2014-2015 |
| SD Compostela            | España  | 2015      |
| L'Hospitalet             | España  | 2016      |
| CF Badalona              | España  | 2016-2017 |
| Atlético Baleares        | España  | 2017-2018 |
| UCAM Murcia CF           | España  | 2018      |
| KS Cracovia              | Polonia | 2018-2019 |
| Gimnàstic de Tarragona   | España  | 2019-2021 |
| Real Balompédica Linense | España  | 2021-2023 |
| San Fernando C. D.       | España  | 2023-2024 |
| UE Sant Andreu           | España  | 2024-     |